# Smoschewer & Co.

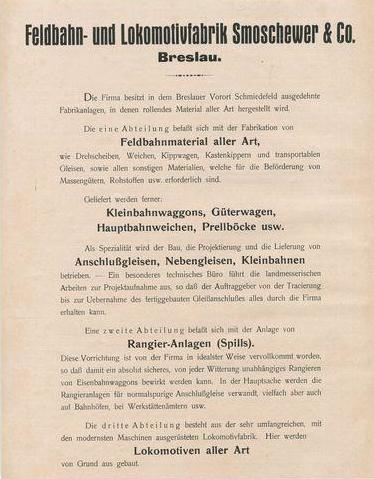
Feldbahn- und Lokomotivfabrik Smoschewer & Co., Breslau (Annonce, 1923)

Die Gesellschaft für Feldbahn-Industrie Smoschewer & Co. war ein deutsches Maschinenbau-Unternehmen in Breslau, das von 1899 bis 1945 existierte. Gegründet wurde das Unternehmen von Leo Smoschewer (1875–1938), der auch als Kunstsammler bekannt wurde. 

## Geschichte
Zunächst befasste sich das auf dem Grundstück Kaiser-Wilhelm-Straße 48–50 in Breslau ansässige Unternehmen mit der Produktion von Zubehör und Ausrüstungen für Feldbahnen sowie dem Handel mit Lokomotiven. Das Unternehmen gedieh rasch und begann mit dem Aufbau eines Vertriebsnetzes mit eigenen Niederlassungen im In- und Ausland. Während des Ersten Weltkriegs übernahm das Unternehmen den Lokomotivbau der Bromberger Maschinen- und Dampfkesselfabrik Leopold Zobel und stellte seitdem auch Feldbahnlokomotiven her.
Das Unternehmen besaß eine ausgedehnte Inlands- und Auslandsorganisation, bestehend aus eigenen Zweigniederlassungen und Vertretungen sowie Werkstätten. Eigene Niederlassungen bestanden in Berlin, Leipzig, Görlitz, Danzig, Bromberg, Kattowitz, Prag und Bukarest. Der Hauptfabrikationsbetrieb befand sich im Westen von Breslau im Vorort Schmiedefeld, wo sich eine große Lokomotivfabrik und eine besondere Feldbahnfabrik für Kleinbahnwagen, Weichen usw. befanden. Werkstätten in größerem Umfange waren außerdem in Bromberg, Berlin und Leipzig vorhanden. In den 1920er Jahren war das Unternehmen sehr erfolgreich und beschäftigte zeitweise bis zu 1000 Arbeiter und Angestellte in seinen Fabriken. Zwischen 1925 und 1935 betrieb das Unternehmen Smoschewer & Co. zudem die Strecke der Neumarkter Kleinbahn AG zwischen der Stadt Neumarkt in Schlesien und ihrem etwas außerhalb gelegenen Reichsbahnhof.
Nach 1933 traf die Judenverfolgung des Nationalsozialismus auch das Unternehmen von Leo Smoschewer, der Jude und aktives Mitglied der Jüdischen Gemeinde von Breslau war. Smoschewer musste schließlich sein Unternehmen 1938 abtreten. Im Zuge dieser Arisierung firmierte das Unternehmen ab 1939 zunächst als F. W. Hofmann KG. 1941 ging daraus die Budich AG hervor, die bis zum Ende des Zweiten Weltkriegs existierte.

## Produkte

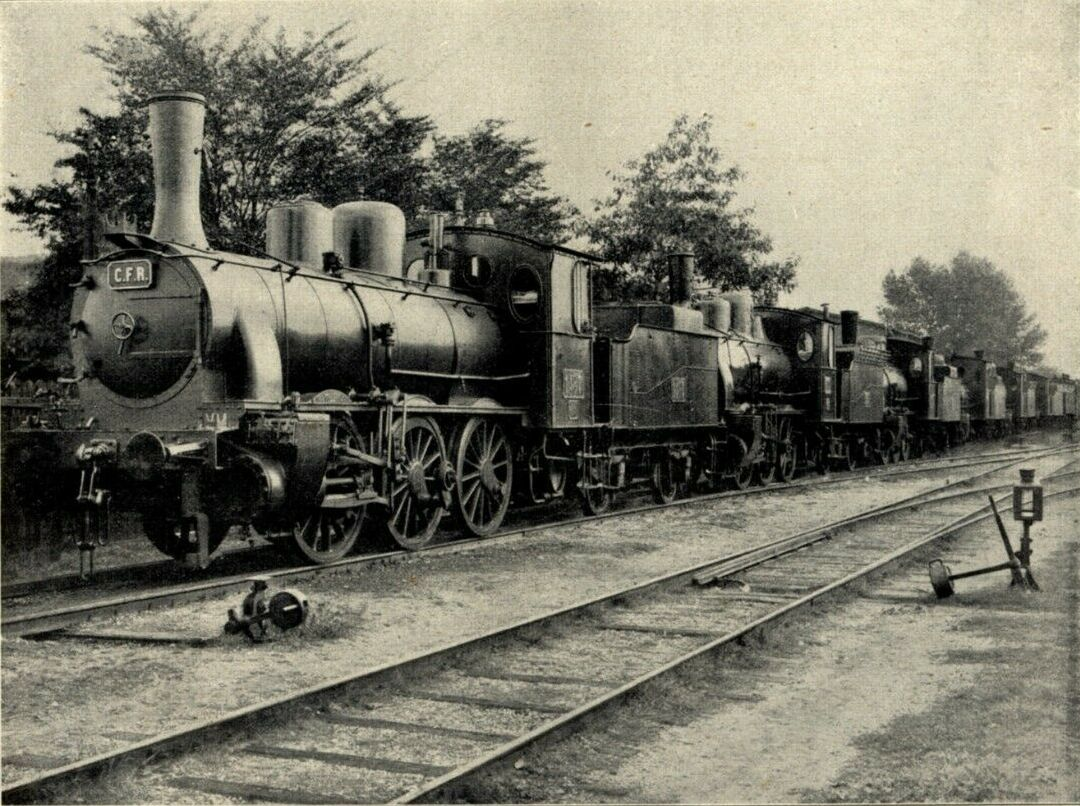
Ein Zug mit Lokomotiven der Feldbahn- und Lokomotivfabrik Smoschewer & Co. verlässt das Werk (um 1923)

Das Unternehmen befasste sich mit der Fabrikation und dem Vertrieb aller Materialien, die zum Bau und zur Einrichtung von Eisenbahnen im weitesten Sinne dienten. Hergestellt wurden um 1923 Feldbahnmaterialien aller Art, wie Weichen, Drehscheiben, Kipploren, Spezialwagen sowie alles sonstige Zubehör für Feldbahnen. Seit Ende des Ersten Weltkriegs gehörten auch Dampflokomotiven in diversen Spurweiten vor allem für Feld- und Werksbahnen zur Produktpalette.
Besonderes Interesse hatte das Unternehmen am Feldbahnbetrieb in landwirtschaftlichen Betrieben. Sie besaß diesbezüglich besondere Spezialkonstruktionen, Patente usw. Ferner lieferte das Unternehmen alles Schienenmaterial mit Zubehör für die Ausführung von Erdarbeiten, für die Ausstattung von Kleinbahnen, Hauptbahnen sowie normalspurigen Anschlussgleisen und besaß außerdem auch ein besonderes technisches Büro für die Projektierung von Klein- und Nebenbahnen. 
In den ausgedehnten Werkstätten, die das Unternehmen in Schmiedefeld besaß, wurden zudem auch Lokomotiven jeder Art hergestellt, vorwiegend für Baubetriebe, Werksbahnen, für normalspurige Anschlussgleise sowie für öffentliche Kleinbahnen. Gelegentlich gehörten auch staatliche Eisenbahnverwaltungen zu den Kunden. Einen Schwerpunkt bildeten hierbei Kleinbahnlokomotiven und Rangierlokomotiven sowie auch feuerlose Lokomotiven. Die Lokomotivfabrik war mit den modernsten Vorrichtungen versehen und erhielt auch Aufträge von ausländischen Bahnen. Außer Dampflokomotiven baute Smoschewer ab Mitte der 1920er Jahre in kleinerem Umfang auch Motorlokomotiven, zunächst Benzollokomotiven, dann auch Diesellokomotiven. Genaue Lieferlisten sind nicht mehr bekannt, anhand der vergebenen Fabriknummern ist davon auszugehen, dass rund 500 Dampflokomotiven hergestellt wurden.
Ein weiterer Schwerpunkt war die Abteilung Transportanlagen, die Spillanlagen zur Bewegung von Eisenbahnwagen ohne Lokomotiven herstellte. Diese Vorrichtungen fanden Anfang der 1920er Jahre infolge der hohen Löhne einen zunehmenden Markt. Sie wurden im In- und Ausland auf vielen Anschlussgleisen eingebaut.